# Cap Enniberg

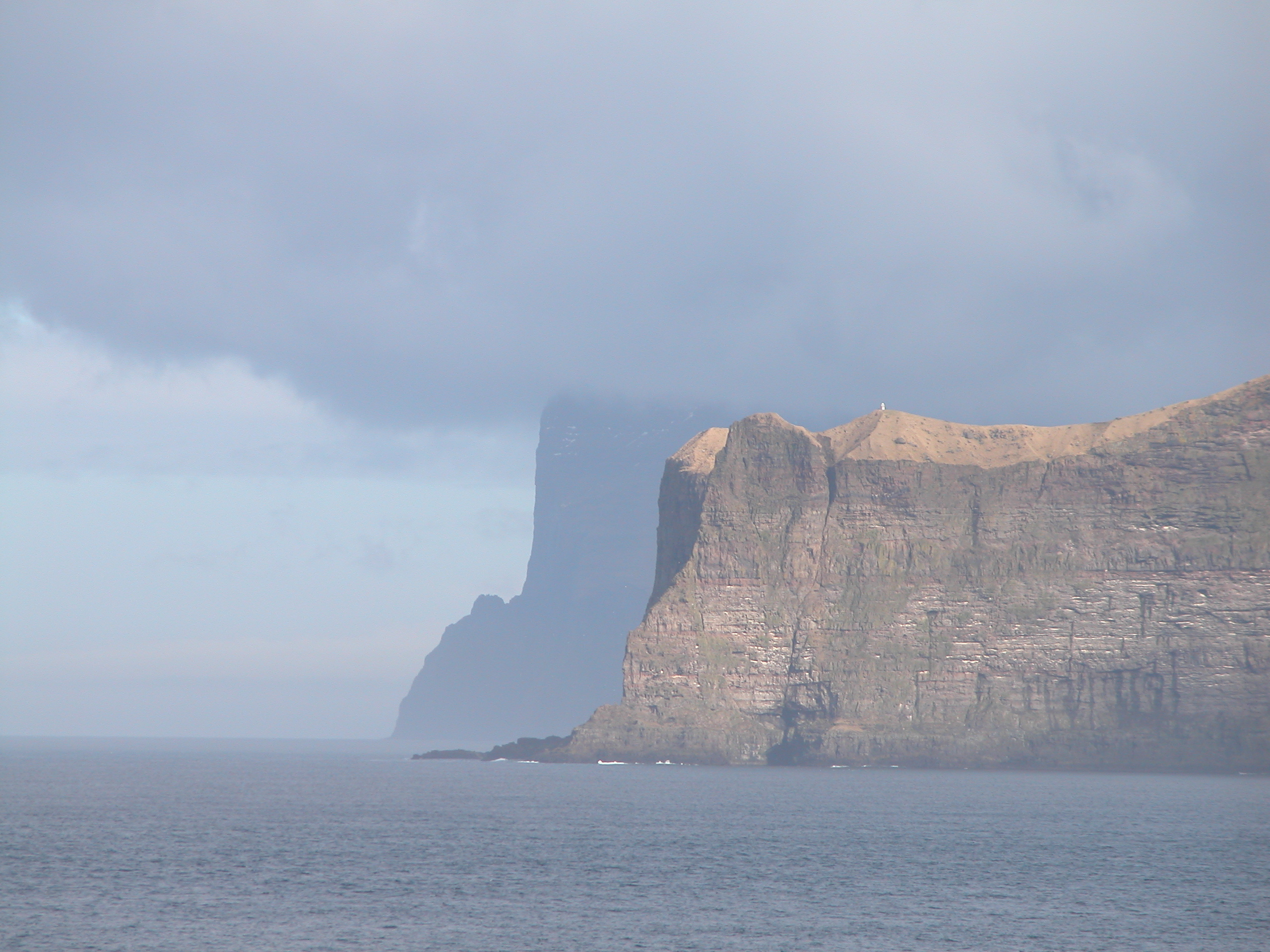
Vue du Cap Enniberg (à l'arrière-plan au centre

Le cap Enniberg est situé à la pointe Nord de l'île de Viðoy, dans les îles Féroé. Dressant sa paroi verticale à 754 m au-dessus des flots de l'Atlantique, il arrive en deuxième position sur la liste des promontoires les plus élevés d'Europe, après la falaise de Hornelen, en Norvège. À sa base se projette l'arche du Seyðtorva, qui constitue le point le plus septentrional du territoire féroïen.
L'Enniberg forme l'extrémité du mont Villingadalsfjall (841 m).
À l'arrière du massif, vers le Sud, le village de Viðareiði sert de point de départ pour les randonnées jusqu'à l'Enniberg, expérience d'immersion en pleine nature qui s'adresse à des groupes quelque peu expérimentés. Le cap constitue l'un des meilleurs sites pour la  chasse au macareux moine. Des excursions nautiques sont également organisées jusqu'au promontoire qui, à vol d'oiseau, est situé à 112 km de l'Akraberg, point le plus méridional de l'archipel (si l'on excepte les rochers de Sumbiarsteinur et Flesjarnar).